# Romulus Gabor
Romulus Gabor (* 14. Oktober 1961 in Pui) ist ein ehemaliger rumänischer Fußballspieler und derzeitiger -trainer. Er bestritt insgesamt 304 Spiele in der höchsten rumänischen Fußballliga, der Divizia A, und nahm als Nationalspieler an der Europameisterschaft 1984 teil.

## Spielerkarriere

### Verein
Im Jahr 1976 wechselte Gabor in die Jugend von Corvinul Hunedoara. Zwei Jahre später kam er in den Kader der ersten Mannschaft, die seinerzeit in der ersten rumänischen Liga, der Divizia A, spielte. In seinem ersten Jahr kam er auf vier Einsätze und musste am Ende der Saison 1978/79 in die Divizia B absteigen. Unter Trainer Mircea Lucescu gelang der direkte Wiederaufstieg. In der Spielzeit 1980/81 entwickelte er sich zur Stammkraft im Sturm. Mit dem dritten Platz am Ende der Spielzeit 1981/82 und dem Erreichen der zweiten Runde des UEFA-Pokals war er an den größten Erfolgen Corvinuls als Spieler beteiligt. Nach dem Weggang von Trainer Lucescu konnte er mit Corvinul nicht mehr an diese Erfolge anschließen und verpasste in den folgenden Jahren die Qualifikation für einen internationalen Wettbewerb. Der Klub musste oftmals bis Saisonende um den Klassenverbleib kämpfen. Gabor blieb Corvinul bis zum Jahr 1991 treu, ehe er zu Diósgyőri VTK in die ungarische Nemzeti Bajnokság wechselte. Nach einem Jahr kehrte er nach Hunedoara zurück, das mittlerweile in die Divizia B abgestiegen war. Dort gelang ihm mit seinem Klub in der Saison 1992/93 nur knapp der Klassenerhalt. Er wechselte zu Ligakonkurrent Unirea Alba Iulia, nahm aber bereits in der Winterpause ein Angebot von Erstligist Universitatea Cluj an.
Bereits im Jahr 1994 schloss sich Gabor abermals Corvinul Hunedoara an. In der Saison 1994/95 gelangen ihm selbst zehn Tore, der Aufstieg wurde als Zweitplatzierter mit 14 Punkten Rückstand auf Politehnica Timișoara klar verpasst. In der darauffolgenden Spielzeit kam Gabor seltener zum Zuge. Im Jahr 1996 heuerte er beim FC Inter Sibiu an, der gerade aus der Divizia A abgestiegen war. Anstatt um den Wiederaufstieg mitzuspielen, fand sich der Klub am Tabellenende wieder. Gabor verließ Sibiu in der Winterpause 1996/97 zu Drittligist Viitorul Oradea, wo er im Jahr 1997 seine Karriere beendete.

### Nationalmannschaft
Gabor bestritt insgesamt 35 Spiele für die rumänische Nationalmannschaft. Nationaltrainer Mircea Lucescu, der gleichzeitig Gabors Vereinstrainer bei Corvinul Hunedoara war, berief ihn erstmals im November 1981 in sein Aufgebot. Im WM-Qualifikationsspiel gegen die Schweiz kam er zu seinem ersten Länderspiel. Er war in den folgenden Jahren fester Bestandteil des Teams, dem die erfolgreiche Qualifikation zur Europameisterschaft 1984 in Frankreich gelang. Dort kam er im ersten Gruppenspiel gegen Spanien und im dritten Gruppenspiel gegen Portugal zum Einsatz.
Nach der Europameisterschaft wurden die Berufungen seltener. Im Rahmen der Qualifikation zur WM 1986 kam er nur auf zwei Einsätze. Zu Beginn des Jahres 1986 stand er im Kader für zwei Freundschaftsspiele gegen Ägypten, wo er am 2. März 1986 sein zweites Tor im Nationaltrikot zum 1:0-Sieg erzielen konnte. Am 23. April desselben Jahres kam er im Freundschaftsspiel gegen die Sowjetunion ein letztes Mal zum Einsatz.

## Trainerkarriere
Im März 2012 wurde Gabor Cheftrainer von Mureșul Deva in der Liga II. Am Saisonende musste er mit seinem Team absteigen. Danach trennten sich die Wege wieder. Im Jahr 2014 betreute er für einige Monate Corvinul Hunedoara.

## Erfolge
- Dritter Platz bei der U-20-Weltmeisterschaft: 1981
- Goldener Ball als bester Spieler der Junioren-Weltmeisterschaft: 1981
- EM-Teilnehmer: 1984
- Qualifikation zum UEFA-Pokal: 1982
- Aufstieg in die Divizia A: 1980